# جينيستا فاسلية
الجينيستا الفاسلية (باللاتينية: Genista fasselata) نوع نباتي يتبع جنس الجينيستا من الفصيلة البقولية.

## الموئل والانتشار
موطنها مناطق بلاد الشام وقبرص وكريت.

## مرادفات للاسم العلمي
- (باللاتينية: Genista sphacelata Spach)